# Aloha, Scooby-Doo!
Aloha, Scooby-Doo! è un film d'animazione del 2005 diretto da Tim Maltby.

## Trama
La Mistery Inc. va in vacanza alle Hawaii per un viaggio gratuito da un'azienda di surf e abbigliamento da spiaggia chiamata "Goha Aloha" grazie a Daphne, la quale l'azienda vuole disegnare dei nuovi costumi da bagno per loro. La banda va anche lì per vedere il Big Kahuna of Hanahuna Surfing Contest. Tuttavia, il concorso era aperto solo ai nativi e non ai continentali, ma ora il sindaco l'ha resa aperta a tutti. Molti locali sono arrabbiati per questo, in particolare Manu Tuiama, un surfista locale, e il suo amico, Little Jim. Solo pochi giorni prima della gara, i demoni del malvagio spirito Wiki-Tiki hanno attaccato il villaggio e rapito la ragazza di Manu, Snookie. Questo allontana la maggior parte dei turisti e dei surfisti, e la gente del posto crede che lo spirito sia arrabbiato per il fatto che il concorso di surf sia aperto a chiunque, e anche che un nuovo resort, Coconut Beach Condominiums, è stato costruito su un presunto terreno sacro da un agente immobiliare locale Ruben Laluna. Quando la banda incontra Jared Moon, un rappresentante della compagnia Goha Aloha di Hanahuna, sta vendendo ciondoli tiki che dovrebbero allontanare i demoni malvagi. Il sindaco si rifiuta di posticipare la gara, anche dopo che i demoni Tiki hanno attaccato di nuovo a un banchetto.
La banda vuole andare a fondo del mistero e andare da zia Mahina, una sciamana locale che vive nel profondo della giungla. Lungo la strada, Manu viene apparentemente rapito dal Wiki-Tiki. La zia Mahina dice loro che Wiki-Tiki è arrabbiato con i continentali; la gara di surf viene suggerita da lei come un rituale hawaiano e che il vincitore deve essere di origine hawaiana. Dice che devono andare nella grotta dove vive il mostro per liberarsene, altrimenti Snookie e Manu verranno sacrificati nel vulcano. Dà anche a Fred una collana che dovrebbe tenere lontano il mostro. La collana è piena di un estratto da una radice sacra chiamata bola gawana, che secondo lei gli antichi usavano per respingere gli spiriti maligni. La banda va alla grotta e viene inseguita dai pipistrelli e dai piccoli demoni, finché non li perdono e trovano Snookie, che cerca di guidarli fuori prima di essere riconquistato dal Wiki-Tiki, che apparentemente non è influenzato dal "potere" della collana.
La banda si ritrova quindi in una caverna di serpenti, ma riesce a uscirne grazie alla musica di Shaggy e Scooby-Doo. Dopo essere fuggiti, la banda fa delle ricerche e si imbatte in una grotta all'interno del vulcano, durante la quale scoprono che il vulcano è in realtà ancora dormiente e che il Wiki-Tiki e i suoi demoni non sono realmente antichi spiriti. I piccoli demoni si rivelano solo dei robot telecomandati. Dopo aver guardato una foto del Wiki-Tiki mentre stava facendo surf, la banda nota che lo spirito (presumibilmente) di 10.000 anni utilizza una tavola da surf di marca Goha Aloha.
Di ritorno sull'isola, manca solo un giorno alla gara e la gente del posto ha davvero paura che succeda qualcosa di brutto. Little Jim incolpa il sindaco per la scomparsa di Snookie e Manu e dice che qualunque cosa accada durante il concorso sarà anche colpa sua.
Il giorno seguente, Daphne partecipa al concorso nella speranza di tirare fuori il Wiki-Tiki, che sono sicuri si presenterà. Abbastanza sicuro, arriva e spaventa i surfisti e insegue Shaggy e Scooby, finché non è stato spazzato via da un'onda. La banda smaschera il Wiki-Tiki come Manu e dopo che Snookie corre da lui, si scopre che la coppia erano gli artefici dietro lo schema Wiki-Tiki. La banda spiega che Manu e Snookie volevano spaventare sia la gente del posto che i turisti in modo che potessero acquistare tutti gli immobili nella zona e poi rivenderli ai proprietari originali con un enorme profitto e tutti i posti acquistati da Manu e Snookie furono chiamati "Pamela Waeawa", che è il vero nome di Snookie. Velma rivela anche che Snookie è un esperto in entrambe le scienze missilistiche oltre che in robotica, ed è stato colui che ha creato i cosiddetti "demoni". Il sindaco alla fine annuncia Scooby come il vincitore della gara di surf (per il modo in cui lui e Shaggy stavano facendo surf mentre combattevano contro Manu), facendo di lui il nuovo "Gran Kahuna di Hanahuna". Manu esprime shock e rabbia per aver perso contro un cane mentre lui e Snookie vengono arrestati e portati in prigione.
Più tardi quella notte, si tiene un grande luau per celebrare l'aiuto della banda nell'hotel in cui alloggiava la banda. Tutti ringraziano la banda per aver risolto il mistero e Ruben Laluna rivela che tutti gli immobili acquistati da Manu e Snookie saranno restituiti ai proprietari originali. Jared Moon viene a dire a Daphne che Goha Aloha adorava i suoi modelli di costumi da bagno e vuole comprarli (e le regala un ciondolo tiki gratuito). Dopo che la zia Mahina ha ringraziato la banda per quello che hanno fatto, i mini-tiki vengono alla festa e avanzano, ma invece di attaccare le persone, iniziano a ballare. Viene rivelato che Scooby ha il telecomando per loro ed è lui a farli ballare. Tutti ridono mentre Scooby dice il suo tormentone prima di dire "Aloha!".